# روباه سرخ عربی
روباه سرخ عربی (نام علمی: Vulpes vulpes arabica) نام یک زیرگونه از روباه سرخ است. این روباه بومی شبه جزیره عربستان، به ویژه کوه‌های حجر و ظفار در عمان، و همچنین امارات، سوریه، اردن، عربستان سعودی و یمن است. از عراق و فلسطین نیز گزارش شده است.

## مشخصات
رنگ روباه سرخ عربی شبیه روباه سرخ معمولی است. با این حال، این روباه نسبت به گونه مادری خود با زندگی بیابانی سازگارتر است و گوش‌هایش بسیار بزرگ‌تر و بدنش بسیار کوچک‌تر از روباه سرخ است. روباه سرخ عربی نیز بین انگشتان خود خز دارد تا از سوختن پاها جلوگیری کند. رنگ آن قرمز کم‌رنگ مایل به قهوه‌ای است و وزن آن تقریباً ۲٫۷ کیلوگرم (۶ پوند) است.

## رفتار و بوم‌شناسی
این روباه عمدتاً جانوری منفرد است، اما ممکن است گروه‌های اجتماعی محدودی از چند نفر تشکیل دهد. آنها کوچ‌گر هستند و به طور موقت محدوده خانه‌های تعریف شده را اشغال می‌کنند. رژیم غذایی آن شامل جوندگان، پرندگان و ماهی‌ها و همچنین برخی از گیاهان بیابانی یا حتی مردار است. آنها بیشتر در شب فعال هستند. روباه‌های کوچک پس از ۱۰ روز از تولد چشمان خود را باز می‌کنند. روباه‌های عربی در محیط‌ای مختلفی از جمله کوه‌ها، سواحل، بیابان‌ها و شهرها زندگی می‌کنند.